# Führerhauptquartier Tannenberg
Il Führerhauptquartier Tannenberg (noto anche come " Installazione T ") era un quartier generale del Führer costruito nel 1939 per essere utilizzato come struttura di comando e controllo militare da Adolf Hitler. Si trovava vicino a Freudenstadt e Hitler vi soggiornò per una settimana nel 1940 mentre ispezionava le fortezze che formavano la Linea Maginot.

## Storia
Tannenberg fu costruito sul monte Kniebis, nel cuore della Foresta Nera, sulle macerie di un'installazione militare pre-esistente della zona di difesa dell’area occidentale della Germania vicino a Freudenstadt. Costruito dall'Organizzazione Todt nell'inverno 1939-1940, è stato descritto come un prototipo della Tana del Lupo. il nome del sito, "Tannenberg", deriva dalla battaglia di Tannenberg, avvenuta durante la prima guerra mondiale.
Hitler soggiornò al Führerhauptquartier di Tannenberg dal 28 giugno al 5 luglio 1940, dopo la caduta della Francia, utilizzandolo come alloggio durante la visita delle fortezze della Linea Maginot e fu l'unica volta che Hitler annunciò pubblicamente dell’esistenza del bunker.
La maggior parte degli edifici militari nazisti furono demoliti durante la ritirata tedesca dal fronte occidentale nel 1945, ma non fu lo stesso per il Tannenberg.
Nel 2015, i resti di Tannenberg sono stati inseriti all'interno del Parco Nazionale della Foresta Nera.

## Struttura
Tannenberg era costituito da due bunker di cemento, uno utilizzato come alloggio privato di Hitler e un secondo come struttura di comunicazione. Il sito comprendeva anche una serie di edifici collegati tra loro da un corridoio con struttura in legno, tra cui una mensa, una caserma, una foresteria, un centro congressi e un corpo di guardia. Il perimetro del complesso era circondato da filo spinato.